# جو قاولد (كاتب)
جو قاولد (بالإنجليزية: Joe Gould)‏ هو كاتب أمريكي، ولد في 12 سبتمبر 1889 في بوسطن في الولايات المتحدة، وتوفي في 18 أغسطس 1957 في نيويورك في الولايات المتحدة.